# Селио Силва
Вагно Селио до Насименто Силва (род. 20 мая 1968 года в Мирасеме, Рио-де-Жанейро, Бразилия) — бразильский футболист, защитник, который ушёл из профессионального футбола в 2003 году.
Болельщики прозвали его «O Canhão do Brasileirão» (рус. Пушка бразильского чемпионата) за его чрезвычайно мощный удар правой ногой. После одного из его ударов мяч полетел со скоростью 136 км/ч, тест был организован «Globo Esporte».

## Карьера игрока
Начав карьеру в скромном «Американо Рио-де-Жанейро» в 1986 году, он выиграл бразильский чемпионат в составе «Васко да Гама» в 1989 году.
Он стал знаменитым после забитого гола (с пенальти), который в 1992 году принёс кубок Бразилии по футболу «Интернасьоналу».
Он также играл за «Фламенго», «Атлетико Минейро» и «Универсидад Католика» в Чили. Но больше всего титулов в своей карьере он добился с «Коринтианс».
Будучи в составе «Коринтианс», Селио Силва в июле 1997 года согласился на переход в состав чемпиона Премьер-лиги, «Манчестер Юнайтед» за 4 млн фунтов. Однако «Юнайтед» не смог обеспечить ему разрешение на работу, а Министерство внутренних дел утверждало, что, несмотря на то, что Силва постоянно играл за сборную Бразилии в течение последних двух лет, он не сыграл достаточного числа матчей, и трансфер сорвался. Вместо этого «Юнайтед» купил Хеннинга Берга.
Сильва играл за сборную Бразилии в 11 матчах, выиграв Кубок Америки по футболу 1997 года.

## Тренерская карьера
В 2009 году Силва дебютировал как тренер с клубом «Тупи Вила-Велья». В следующем году он работал с «Сан-Матеусом» и «Лондриной» соответственно, а в дальнейшем тренировал молодёжные составы «Паулисты» и «Нороэсте».